# 在フランスイギリス大使
国王陛下のフランスへの大使（じょおうへいかのフランスへのたいし、英語: His Majesty's Ambassador to France、フランス語: L'Ambassadeur britannique en France）は、伝統的にイギリスの外交職でも最上級の名門職であったが、18世紀から19世紀初頭にかけて、両国間の戦争のゆえに外交官の派遣はしばしば中断した。

## 在フランスイングランド王国大使
英: Ambassador of the Kingdom of England to France

仏: L'Ambassadeur anglais en France

### 1602年以前
下記の一覧は不完全です。加筆・修正して下さる方を求めています。
- 1505年 サー・チャールズ・サマセット
- 1514年-1515年 初代サフォーク公爵
- 1518年-1521年 トマス・ブーリン
- 1529年-？ 初代サフォーク公爵
- 1540年代-1550年代 ニコラス・ワットン（英語版）
- 1557年 サー・トマス・ホビー（英語版）
- 1559年-1564年 サー・ニコラス・スロックモートン（英語版）
- 1562年-1566年 サー・トマス・スミス（英語版）
- 1566年-1570年 ヘンリー・ノリス（英語版）
- 1570年-1573年 サー・フランシス・ウォルシンガム
- 1573年-1576年 ヴァレンタイン・デイル（英語版）
- 1576年-1579年 サー・アミアス・ポーレット（英語版）
- 1579年-1583年 サー・ヘンリー・コバム（英語版）(ヘンリー・ブルック)
- 1583年-1590年 サー・エドワード・スタッフォード（英語版）
- 1591年-1592年 サー・ヘンリー・アントン（英語版）[1]
  - 1592年-1596年 サー・トマス・エドモンズ（英語版）（代理大使）[1]
- 1596年-1597年 サー・アンソニー・マイルドメイ（英語版）[2]
  - 1597年-1599年 サー・トマス・エドモンズ（代理大使）[1]
- 1599年-1600年 サー・ヘンリー・ネヴィル[1]
  - 1601年 サー・トマス・エドモンズ（特派大使）[3][4]

### 1602 - 1689
- 1602年-1606年 サー・トマス・パリー（英語版）[4]
  - 1604年 サー・ジェイムズ・ヘイ（英語版）[1][4]
  - 1604年-1605年 第2代レノックス公爵（英語版）[4]
- 1605年-1609年 サー・ジョージ・カルー（英語版）（駐在大使）[1][4]
  - 1606年 サー・ウィリアム・ゴドルフィン[4]
- 1609年-1610年 ウィリアム・ビーチャー（英語版）（代理大使）
- 1610年-1617年 トマス・エドモンズ（駐在大使）[1][3][4]
  - 1610年 初代ワットン男爵（英語版）[4]
  - 1616年 サー・ジェイムズ・ヘイ（英語版）[4]
- 1617年-1619年 ウィリアム・ビーチャー（代理大使）
- 1619年-1624年 サー・エドワード・ハーバート（英語版）（1621年9月から1622年6月にかけて離任）[4]
- 1621年-1622年 ドンカスター子爵（英語版）
  - 1624年-1625年 初代ホーランド伯爵（英語版）
  - 1624年-1625年 初代カーライル伯爵（英語版）
- 1624年-1625年 サー・ジョージ・ゴーリング（英語版）（代理）
  - 1625年 初代バッキンガム公爵
- 1625年-1627年 エドワード・バレット（英語版）（駐在大使に任命されたが赴任せず）

### 特命大使（英:Ambassador Extraordinary, 1689-）
1689年-1697年 プファルツ継承戦争のため派遣せず
- 1697年-1698年 初代ポートランド伯爵[5]
- 1698年-1699年 初代ジャージー伯爵[5]
- 1699年-1701年 初代マンチェスター公爵[5]

## 在フランスグレートブリテン王国大使
英: Ambassador of Great Britain to France

仏: L'Ambassadeur britannique en France
- 1701年-1712年 スペイン継承戦争により派遣せず[5]
  - 1709年 第2代タウンゼンド子爵（全権大使）[5]
- 1712年 第4代ハミルトン公爵、特命大使[6]
  - 1712年-1715年 マシュー・プライアー（英語版）（全権大使）[5]
- 1712年-1713年 初代シュルーズベリー公爵[5]
- 1714年-1720年 第2代ステア伯爵、全権公使 1714年-1715年、特派使節 1715年、大使 1715年-1720年[5]
- 1720年-1721年 サー・ロバート・サットン（大使）[5]
- 1721年-1724年 サー・ルーク・シャウブ（特命大使）[5]
- 1724年-1730年 ホレーショ・ウォルポール（特命大使） 1724年-1727年; 特命全権大使[5]
- 1730年-1740年 初代ウォルデグレイヴ伯爵[5]
- 1740年-1744年 アンソニー・トンプソン（代理大使）[5]
- 1744年-1748年 オーストリア継承戦争により派遣せず
- 1748年-1754年 第2代アルベマール伯爵[5]
- 1754年-1761年 七年戦争により派遣せず
  - 1761年 ハンス・スタンリー（英語版）（公使・和平特使）[5]
- 1761年-1762年 七年戦争により派遣せず
- 1762年-1763年 第4代ベッドフォード公爵[5]
- 1763年-1765年 初代ハートフォード侯爵[5]
- 1765年-1766年 第3代リッチモンド公爵[5]
- 1766年-1768年 第4代ロッチフォード伯爵[5]
- 1768年-1772年 初代ハーコート伯爵[5]
- 1772年-1778年 ストーモンド子爵[5]
- 1778年-1782年 アメリカ独立戦争のため派遣せず
- 1782年 トマス・グレンヴィル（英語版）（公使） [5]
- 1782年-1783年 初代セント・ヘレンズ男爵（英語版）（全権公使）[5]
- 1783年-1784年 第4代マンチェスター公爵[5][7]
- 1784年-1789年 第3代ドーセット公爵[5]
- 1790年-1792年 ゴア伯爵[7]

1792年以降はフランス革命戦争のため派遣せず
- 1797年 初代マームズベリー男爵（全権大使）[7]

## 在フランス連合王国大使
英: Ambassador of the United Kingdom to France

仏: L'Ambassadeur britannique en France
- 1792年-1801年 フランス革命戦争のため派遣せず
- 1801年-1802年 初代コーンウォリス侯爵（全権大使）
- 1802年-1803年 ウィットワース卿[7]
- 1803年-1814年 ナポレオン戦争のため派遣せず
  - 1806年 ヤーマス伯爵（英語版）、第8代ローダーデール伯爵（英語版）（全権大使）[7]
- 1814年-1815年 ウェリントン公爵[7]
- 1815年-1824年 サー・チャールズ・ステュアート（英語版）[7]
- 1824年-1828年 初代グランヴィル子爵[7]
- 1828年-1830年 初代ステュアート・デ・ロスシー男爵（英語版）[7]
- 1830年-1835年 初代グランヴィル子爵[7]
- 1835年 初代カウリー男爵（英語版）[7]
- 1835年-1841年 初代グランヴィル伯爵[7][8]
- 1841年-1846年 初代カウリー男爵[7]
- 1846年-1852年 初代ノーマンビー侯爵[7]
- 1852年-1867年 初代カウリー伯爵（英語版）[7]
- 1867年-1887年 初代ライオンズ子爵（英語版）
- 1887年-1891年 初代リットン伯爵
- 1891年-1896年 初代ダファリン・アンド・エヴァ侯爵
- 1896年-1905年 サー・エドマンド・モンソン（英語版）[9]
- 1905年-1918年 サー・フランシス・バーティー（英語版）
- 1918年-1920年 第17代ダービー伯爵
- 1920年-1922年 初代ハーディング・オブ・ペンシャースト男爵
- 1922年-1928年 初代クルー侯爵
- 1928年-1934年 サー・ウィリアム・ティレル（英語版）
- 1934年-1937年 サー・ジョージ・クラーク（英語版）
- 1937年-1939年 サー・エリック・フィップス（英語版）
- 1939年-1940年 サー・ロナルド・キャンベル（英語版）
- 1940年-1944年 第二次世界大戦中のドイツによるフランス占領のため派遣せず
- 1944年-1948年 サー・ダフ・クーパー（英語版）（1943年から1944年まで、アルジェの自由フランスへ代表として赴任）
- 1948年-1954年 サー・チャールズ・ハーヴィー（英語版）
- 1954年-1960年 サー・グラッドウィン・ジェブ
- 1960年-1965年 サー・ピアソン・ディクソン（英語版）
- 1965年-1968年 サー・パトリック・ライリー（英語版）
- 1968年-1972年 サー・クリストファー・ソームズ（英語版）
- 1972年-1975年 サー・エドワード・トムキンズ（英語版）
- 1975年-1979年 サー・ニコラス・ヘンダーソン
- 1979年-1982年 サー・レジナルド・ヒバート（英語版）
- 1982年-1987年 サー・ジョン・フレットウェル（英語版）
- 1987年-1993年 サー・イーウェン・ファーガソン（英語版）
- 1993年-1996年 サー・クリストファー・マラビー（英語版）
- 1996年-2001年 サー・マイケル・ジェイ（英語版）
- 2001年-2007年 サー・ジョン・ホームズ（英語版）
- 2007年-2012年 サー・ピーター・ウェストマコット（英語版）
- 2012年-2016年 サー・ピーター・リケッツ（英語版）
- 2016年-2016年 サー・ジュリアン・キング（英語版）
- 2016年-2021年 エドワード・ルウェリン（英語版）
- 2021年-現職 メナ・ローリングス（英語版）

## 註
1. 1 2 3 4 5 6 7  M. Greengrass, ‘Edmondes, Sir Thomas (d. 1639)’, Oxford Dictionary of National Biography, Oxford University Press, Sept 2004; online edn, Jan 2008 , accessed 12 Jan 2009.
2. ↑  Ford, L. L. (2004), “Mildmay, Sir Walter (1520/21-1589)”, Oxford Dictionary of National Biography (Oxford University Press) 2011年3月4日閲覧。
3. 1 2  J. Palmer, A Biographical History of England (1824), 86.
4. 1 2 3 4 5 6 7 8 9 10  Gary M. Bell, A handlist of British diplomatic representatives 1509-1688 (Royal Historical Society, Gudides and handbooks, 16, 1990).
5. 1 2 3 4 5 6 7 8 9 10 11 12 13 14 15 16 17 18 19 20 21 22 23 24 25  D. B. Horn, British Diplomatic Representatives 1689-1789 (Camden 3rd Ser. 46, 1932)
6. ↑  着任せず（出国前に決闘で死去）。
7. 1 2 3 4 5 6 7 8 9 10 11 12 13 14 15  S. T. Bindoff, E. F. Malcolm Smith and C. K. Webster, British Diplomatic Representatives 1789-1852 (Camden 3rd Series, 50, 1934).
8. ↑  在任中の1833年5月10日に伯爵に叙せられる
9. ↑  "No. 26786". The London Gazette (英語). 16 October 1896. p. 5677. 2010年9月24日閲覧。